# Joseph Effner
Joseph Effner (Dachau, 4 febbraio 1687 – Monaco di Baviera, 23 febbraio 1745) è stato un architetto tedesco, introduttore del Rococò in Baviera.

## Biografia
Joseph proviene da un'antica famiglia di giardinieri la cui ortografia era in origine Öffner. Era il nono di dieci figli di Christian Öffner, mastro giardiniere di corte dal 1668. Entrò nelle grazie del principe elettore Massimiliano II Emanuele di Baviera, che come giardiniere lo portò con sé nell'aprile del 1706, a Bruxelles; e in seguito lo inviò a Parigi dove scoprì il suo interesse per l'architettura. Nel 1708 Joseph Effner entrò nella bottega del grande architetto francese Germain Boffrand ove imparò lo stile francese e ricevette una formazione da costruttore. In seguito entrò come studente privato nella prestigiosissima Académie royale d'architecture. Da quel momento cambiò il suo cognome in Effner. 
Già dal 1 ° aprile del 1715, dopo il suo ritorno dalla Francia, venne nominato architetto della corte bavarese, responsabile di tutti gli edifici del principe elettore, insieme ad Enrico Zuccalli. Con soli 28 anni Joseph Effner erano moderno, importatore dalla Francia delle idee innovative in architettura e dello stile rococò. Nel 1717 Massimiliano II Emanuele lo inviò in Italia per un viaggio di dieci settimane fra Venezia, Roma e Napoli. Nel 1720 venne nominato Sovrintendente e nel 1724, con la morte di Zuccalli, ottenne ancor più poteri.
Tuttavia, nel 1726, con la salita al trono di Carlo VII di Baviera, Joseph Effner dovette lasciare il posto al suo allievo François de Cuvilliés il Vecchio, lavorandolo solo nell'amministrazione.
Morì a Monaco di Baviera nel 1745 e la sua tomba, in pietra, si trova nel coro della Frauenkirche. La Effnerplatz a Monaco di Baviera e il Josef-Effner-Gymnasium a Dachau sono a lui dedicati.

## Opere

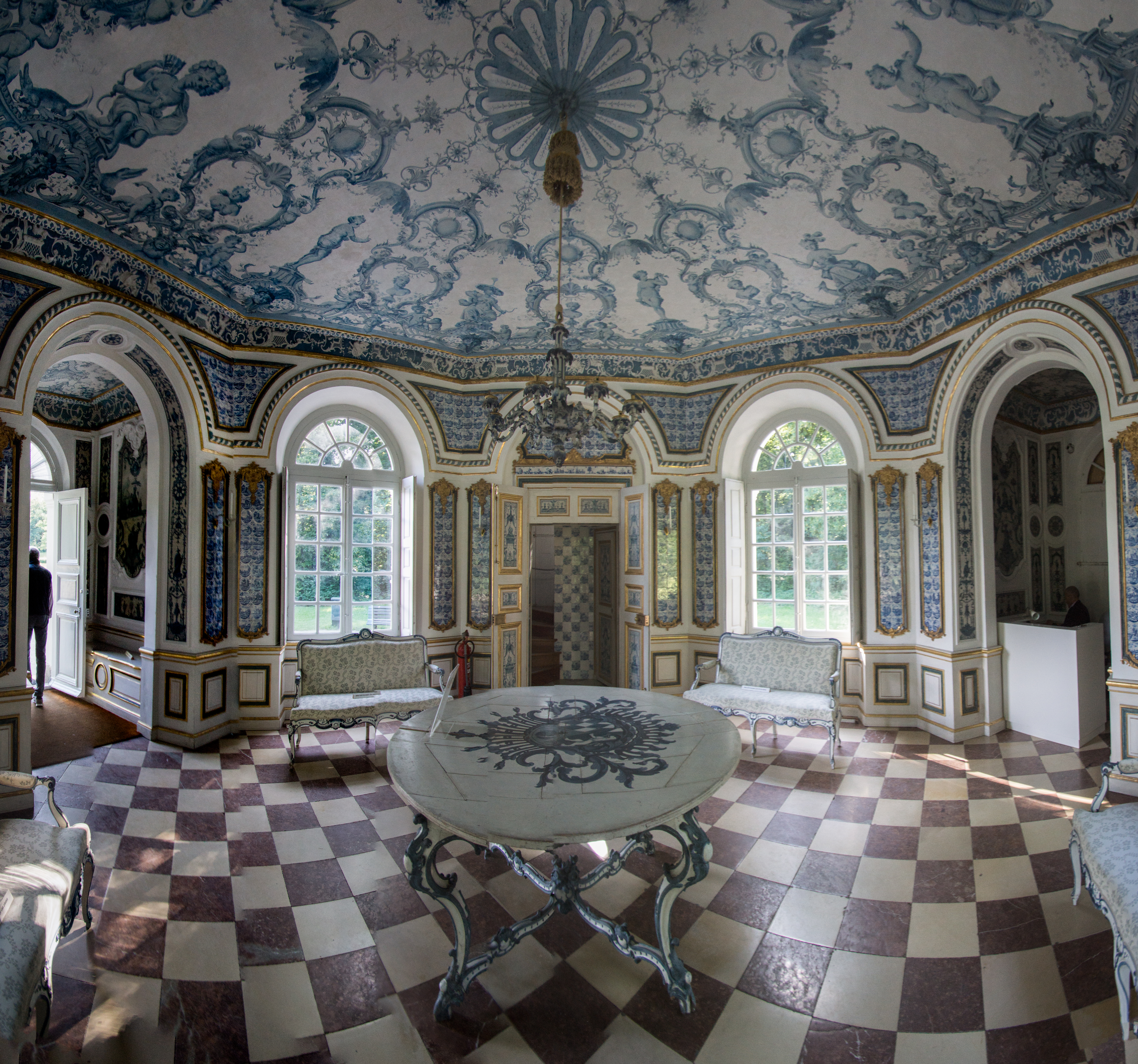
Il Pagodenburg nel Parco di Nymphenburg.

- Sistemazione della residenza dell'esilio di Massimiliano II Emanuele a Saint-Cloud, Parigi, 1713
- Ricostruzione del castello di Dachau,  1715-17
- Ristrutturazione del castello di Schlossberg, sul lago di Starnberg, 1715-17
- Ristrutturazione del castello Lichtenberg am Lech, 1715-17
- Ristrutturazione del castello di Fürstenried, 1715-17
- Costruzione dei padiglioni di Pagodenburg (1716-19), Badenburg (1718-21) e Magdalenenklause (1725-28) nel parco del castello di Nymphenburg
- Continuazione della costruzione del Castello di Schleißheim, 1719-26
- Progetto per la Reiche Zimmer della Residenza di Monaco.
- Palazzo Preysing a Monaco di Baviera, 1723-29
- Hofmarkskirche Schönbrunn a Dachau.
- Parrocchiale di Mering.